# 五氰合钴(II)酸钾
五氰合钴(II)酸钾是一种无机化合物，化学式为K3[Co(CN)5]。它可用作一些有机反应的催化剂。

## 化学性质
五氰合钴(II)酸钾不稳定，在空气中很容易被氧化。若向溶液中通入二氧化硫并加入甲醇，可沉淀出K4[(CN)5CoSO2Co(CN)5]·4H2O。
它和氢气反应，生成K3[Co(CN)5H]。它和1-碘金刚烷（L–I，L表示1-金刚烷基）反应，可以得到K3[LCo(CN)5]和K3[ICo(CN)5]。